# Thiên Hoàng Đạo Ngộ
Thiền sư Thiên Hoàng Đạo Ngộ (zh. tiānhuáng dàowù 天皇道悟, ja. tennō dōgo), 738/748-807, là Thiền sư Trung Quốc sống vào đời Đường. Sư thuộc dòng pháp Thanh Nguyên Hành Tư, đắc pháp nơi Thiền sư Thạch Đầu Hi Thiên. Đệ tử nối pháp của sư là Thiền sư Long Đàm Sùng Tín.

## Cơ duyên
Sư qưê ở Đông Dương, Vụ Châu, họ Trương. Sư thuở bé thông tuệ, lớn lên thần tuấn. Năm 14 tuổi, sư khẩn cầu xuất gia nhưng cha mẹ không cho. Sư bèn tỏ chí, thề hướng Phật, giảm ăn bớt uống, mỗi ngày chỉ dùng một buổi, đói đến hình dung tiều tụy, thể chất yếu ớt. Cha mẹ bất đắc dĩ phải chịu theo lời thỉnh cầu của sư.
Sư đến nương đại đức Minh Châu xuống tóc xuất gia. Năm 25 tuổi, sư thọ giới cụ túc tại chùa Trúc Lâm ở Hàng Châu, tinh tu phạm hạnh, thanh tịnh thân tâm phấn đấu dũng mãnh. Sư có lúc vào đêm tối âm u, gió mưa mù mịt, ngồi yên tại mồ lạnh chốn gò hoang, mà trong lòng chẳng có chút cảm giác hoảng hốt, kinh sợ.
Ngày kia, sư vân du Dư Hàng (nay là Hàng Châu), trước hết tham yết Thiền sư Kính Sơn Quốc Nhất, nhận được tâm ấn, chuyên cần thị giả 5 năm.
Khoảng niên hiệu Đường Đại Lịch (766 - 780) sư đến Chung Lăng (nay là Giang Tây) tham vấn Mã đại sư, được điểm hóa, nên đạo pháp càng thêm tinh tấn, rồi lưu lại nơi này trải hai mùa kiết hạ an cư.
.Sau sư đến yết kiến Thạch Đầu, hỏi: "Lìa định, huệ, Hoà thượng lấy gì dạy người?" Thạch Đầu đáp: "Ta trong ấy không tôi tớ, lìa cái gì?" Sư hỏi: "Làm sao rõ được?" Thạch Đầu hỏi lại: "Ông bắt được hư không chăng?" Sư đáp: "Thế ấy ắt chẳng từ ngày nay đi." Thạch Đầu bảo: "Chưa biết ông bao giờ từ bên kia đến?" Sư thưa: "Đạo Ngộ chẳng phải từ bên kia đến." Thạch Đầu: "Ta đã biết chỗ ông đến." Sư hỏi: "Sao thầy lại lấy tang vật vu khống người?" Thạch Đầu đáp: "Thân ông hiện tại." Sư hỏi lại: "Tuy nhiên như thế, rốt ráo vì người sau thế nào?" Thạch Đầu hỏi vặn lại: "Ông hãy nói, ai là người sau?"
Sư nhân câu hỏi này triệt ngộ, mọi thắc mắc nghi ngờ đều tan biến. Sư được Mã Tổ và Thạch Đầu là hai vị Thiền sư kiệt xuất rèn luyện, nên đối với tông chỉ của Thiền tông chổ ngộ rất sâu, nhưng sư thường ẩn giấu tung tích.

## Hoằng pháp
Sau đó, sư trụ tại núi Sài Tử, Đương Dương, Kinh Châu, tăng ni khắp nơi đua nhau đến tham vấn đông đúc. Lúc ấy, thượng thủ của chùa Sùng Tuệ đem sự long thịnh tại hội của sư bẩm báo lên liên soái Vu công, Vu Công bèn mời sư đến quận, ở mé Tây quận thành có chùa Thiên Hoàng, chùa này nguyên là già lam danh tiếng thời xưa, bị một trận hỏa hoạn dữ dội nên biến thành hoang phế. Lúc đó tăng chủ tự là Linh Giám mưu tính việc tu phục chùa, mơ ước trùng hiện lại cảnh tượng tráng quang ngày xưa.
Linh Giám nói: Như quả thỉnh được Thiền sư Đạo Ngộ đến làm trụ trì chùa này thì thật là phúc ấm cho chúng tôi. Đó rồi thừa lúc đêm khuya thanh vắng, Linh Giám lén đến chỗ ở của sư, khổ công năn nỉ, cuối cùng đem kiệu đến đón, sư bèn trụ trì và giáo hóa tại chùa Thiên Hoàng.
Có tể tướng Bùi Hưu thường cung kính đến chùa hỏi pháp. Sư đối tiếp người không phân biệt sang hèn cao thấp, chỉ chú trọng chí hướng cầu đạo. Do đó, Bùi Hưu đối với sư càng thêm kính trọng, ái mộ. Từ đó, Thiền pháp của được Thạch Đầu hưng thịnh tại nơi này.
Năm Đinh Hợi đời Nguyên Hòa (807) tháng 4, sư bệnh nặng, gọi đệ tử đến từ biệt trước. Cuối tháng đó, mọi người đều đến thăm hỏi về bệnh tình. Sư bỗng gọi điển tọa. Điển tọa bước đến gần, sư hỏi: Lãnh hội không? Điển tọa đáp: Không lãnh hội.
Sư cầm chiếc gối ném xuống đất rồi viên tịch, hưởng thọ 60 tuổi, hạ lạp 35 năm. Ngày mùng 5 tháng 8 năm ấy, dựng tháp tại phía Đông quận thành.

## Pháp ngữ
Có vị tăng hỏi: "Thế nào là nói huyền diệu?" Sư bảo: "Chớ bảo ta hiểu nhiều Phật pháp." Tăng thưa: "Nỡ để học nhân nghi mãi sao?" Sư hỏi lại: "Sao chẳng hỏi Lão tăng?" Tăng đáp: "Tức nay hỏi rồi." Sư quát: "Đi! Chẳng phải chỗ ông nương tựa."